# Person- och Lokalhistoriskt Forskarcentrum
PLF, Person- och Lokalhistoriskt Forskarcentrum, förening för släktforskare i Kalmar län med omnejd, baserad i Oskarshamn. Föreningen utger bland annat ett medlemsblad, PLF-Nytt, och CD-skivor med avskrifter av kyrkböcker från sydöstra Sverige.